# Nops variabilis
Nops variabilis là một loài nhện trong họ Caponiidae.
Loài này thuộc chi Nops. Nops variabilis được Eugen von Keyserling miêu tả năm 1877.